# 河口棱皮树蛙
河口棱皮树蛙（学名：Theloderma hekouense），一种分布于中国云南省河口瑶族自治县和越南河江省等地的两栖动物，隶属于树蛙科棱皮树蛙属。模式产地为中国云南河口县。本种之前被记录为红吸盘棱皮树蛙（Theloderma rhododiscus），2022年中国研究人员通过形态学和系统分子学证据认定为一个新物种。

## 物种比较
河口棱皮树蛙与红吸盘棱皮树蛙相比，本种体型小，背面皮肤极为粗糙，具大型的疣粒、皮肤脊及密集的小疣；背面无白色斑块；虹膜为单一的红褐色；吸盘、掌突、蹠突及关节下瘤红色；无指间蹼、声囊和犁骨齿。